# Fiky Fiky... ed altre storie
Fiky Fiky... ed altre storie è il terzo album in studio di Gianni Drudi, pubblicato nel 1995.
A differenza degli altri album, questo disco contiene brani inediti ad eccezione di Me tira, già pubblicato precedentemente.

## Tracce
1. Donna Rosa
2. Fiky Fiky (remix '95)
3. Scoppia la coppia
4. Mister bagnino - 3:28
5. Non c'è spiaggia che tenga
6. No hagas el guapo!
7. Facciamo baracca
8. Metira
9. Cocò chanel
10. Dai dammela - 4:41
11. Togliti il costume
12. Ciò il telefonino (canta Gino)